# Ashoka Chakra

L'Ashoka chakra a 24 raggi, raffigurata nella bandiera dell'India

L'Ashoka chakra (ruota di Aśoka) è un antichissimo emblema a forma di ruota risalente all'Impero Maurya, di cui costituì un vessilloide. Prende il nome dall'imperatore Aśoka della dinastia Maurya, il cui regno ebbe luogo dal 269 a.C. al 231 a.C. 
Oggi il termine indica la principale onorificenza militare indiana, assegnata per atti di grande coraggio in un contesto civile. 
Una stilizzazione della ruota di Ashoka è contenuta nell'emblema dell'India, ed è anche raffigurata nella bandiera dell'India.